# Адитивні технології

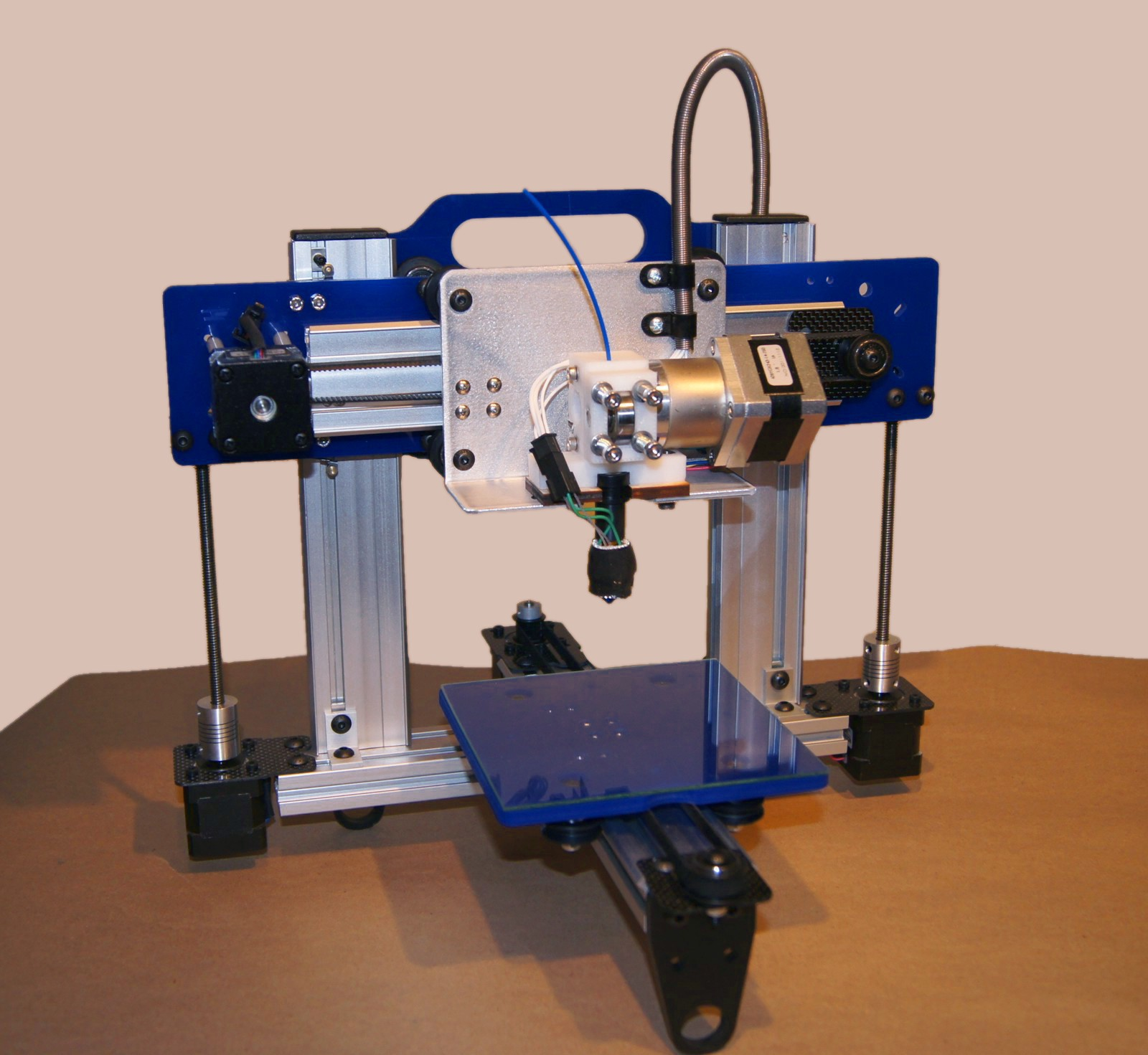
3D-принтер

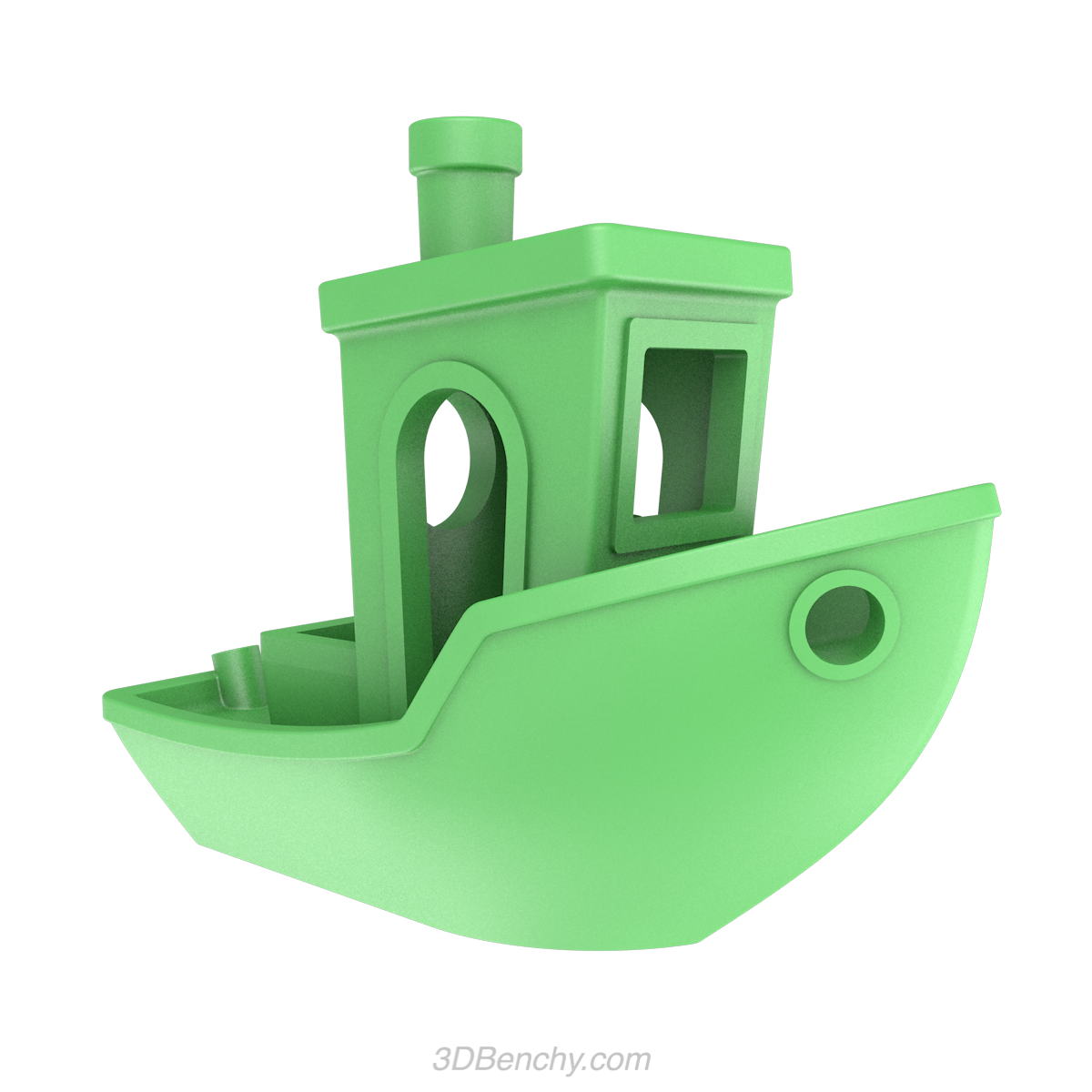
3DBenchy, вільна модель для тестування 3D-принтерів

Адитивні технології, тривимірний друк або 3D-друк — одна з форм технологій адитивного виробництва, де тривимірний об'єкт створюється шляхом накладання послідовних шарів матеріалу (друку, вирощування) за даними цифрової моделі. Друк здійснюється спеціальним пристроєм — тривимірним принтером, який забезпечує створення фізичного об'єкта шляхом послідовного накладання пластичного матеріалу на основі віртуальної тривимірної моделі. Тривимірні принтери, як правило, швидші, більш доступні і простіші у використанні, ніж інші технології адитивного виробництва. Тривимірні принтери надають розробникам продуктів можливість друку деталей і механізмів з декількох матеріалів та з різними механічними і фізичними властивостями за один процес складання.
Тривимірний друк часто називають «магічною» технологією, оскільки дозволяє перетворювати, отримані в CAD-системах в готові вироби. У реальності процес тривимірного друку вимагає також багато ручної праці, що включає попередню підготовку і подальшу обробку надрукованих деталей для досягнення їх бажаної якості.

## Історія
З 2003 року спостерігається значне зростання продажів тривимірних принтерів. Крім того, їх вартість постійно знижується. Технологія також знаходить застосування в сфері виробництва ювелірних виробів, взуття, промислового дизайну, архітектури, проектування та будівництва в атомній, автомобільній, аерокосмічній, стоматологічній та інших галузях.
На середину 2010-х років стали доступними низка технологій, що дають змогу зробити тривимірну модель. Їхні основні відмінності стосуються етапу побудови шарів при створенні деталі. Деякі технології використовують плавлення або розм'якшення матеріалу для виробництва шарів (SLS, FDM), інші — використовують рідкі матеріали, які твердіють за різними принципами.

## Загальна характеристика
Адитивні технології (АМ-технології) можна розрізняти за:
- методом фіксації шару: фотополімеризація, сплавлення, склеювання;
- типом конструктивних матеріалів: рідкі, сипучі, ниткоподібні чи пруткові, листові або плівкові;
- ключовою технологією: лазерні, нелазерні.
За класифікацією стандарту ASTMF2792/1549323-1 адитивні технології поділені на 7 категорій.
1. MaterialExtrusion — видавлювання матеріалів або пошарове нанесення розплавленого конструкційного матеріалу через екструдер.
2. MaterialJetting — розбризкування або пошарове струменеве нанесення конструкційного матеріалу.
3. BinderJetting– розбризкування або пошарове струменеве нанесення зв'язуючого матеріалу.
4. SheetLamination — з'єднання листових матеріалів або пошарове формування виробу з листових конструкційних матеріалів.
5. VatPhotopolymerization — фотополімеризація у ванні або пошарове затверджування фотополімерних смол.
6. PowderBedFusion — розплавлення матеріалу в попередньо сформованому шарі або послідовне формування шарів порошкових конструкційних матеріалів і вибіркове (селективне) спікання частин конструкційного матеріалу.
7. Directedenergydeposition — прямий підвід енергії безпосередньо в місце конструювання або пошарове формування виробу методом внесення конструктивного матеріалу безпосередньо в місце підведення енергії.
АМ-технології сьогодні найбільш динамічно розвиваюча галузь матеріального виробництва, яка дає можливість отримувати нові властивості виробів, економити час та матеріали при їх виготовленні. Західні аналітики розглядають ступінь впровадження цих технологій як надійний індикатор реальної індустріальної потужності держави.
Характерною тенденцією останніх років є постійний ріст асортименту та кількості деталей, що виготовляються за адитивними технологіями. І особливо важливим є прогрес у найбільш важкому та інноваційному секторі АМ-технологій — «вирощуванні» виробів із металу. Наприклад, компанія «Боінг» десятками тисяч виготовляє сотні найменувань деталей для військових та комерційних літаків, а Дженерал Електрик плануєпротягом 5…10 років наростити обсяги виробництва АМ-технологіями та досягнути виготовлення приблизно половини деталей енергетичних турбін та авіадвигунів цими методами.
Перехід на цифровий опис виробу — CAD і використання АМ-технології здійснив кардинальні зміни в ливарному виробництві. Отримання ливарних синтез-форм та синтез-моделей шляхом пошарового нарощування радикально скоротило термін створення першого дослідного зразка деталі. Наприклад, термін створення блоку циліндрів автомобільного двигуна традиційними методами становить близько 6 місяців. Основний час витрачається на створення модельного оснащення. Використання АМ-технології для «вирощування» ливарної моделі скорочує термін отримання першої відливки блоку циліндрів до двох тижнів. Тобто в 10…15 разів.
Окрім суттєвого скорочення часу, перевагами методу є раціональне використання матеріалів. При виготовленні деталей складної форми традиційними методами відношення маси використаного матеріалу до готового виробу може сягати 15…20 разів. Застосування адитивних технологій для виготовлення аналогічних деталей дозволяє звести цей показник до 1,5…2,0.
Машини, які заадитивними технологіями створюють деталі з металу — верх інженерного мистецтва, адже в них сконцентровано найпередовіші знання з металургії, лазерної техніки, оптики, електроніки, систем управління, вимірювальних пристроїв, механіки, вакуумної техніки та інших.
Використання адитивних технологій дозволяє втілити в життя найвибагливіші ідеї конструктора, створити якісно нові машини та досягнути суттєвого прогресу в машинобудуванні.

## Області використання

### Технології в конструюванні і прототипуванні
- Для швидкого прототипування, тобто швидкого виготовлення прототипів моделей і об'єктів для подальшого доведення. Вже на етапі проектування можна кардинальним чином змінити конструкцію вузла або об'єкта в цілому. У інженерії такий підхід здатний істотно знизити витрати у виробництві і освоєнні нової продукції.
- Для створення наочних тривимірних моделей. Конструкція з прозорого матеріалу дозволяє побачити роботу механізму «зсередини», що зокрема було використано інженерами Porsche при вивченні руху мастила в трансмісії автомобіля ще при розробці.
- Для виготовлення деталей в технічних видах спорту, наприклад тривимірний друк у авіамодельному спорті.
- Для аматорського виготовлення дрібних деталей та конструкцій у домашніх умовах.

### Технології у промисловому виробництві
- Для швидкого виробництва — виготовлення готових деталей з матеріалів, які підтримуються тривимірними принтерами. Це відмінне рішення для малосерійного виробництва.
- Для виробництво складних, масивних, міцних і головне недорогих систем. Прикладом є безпілотний літак Polecat компанії Lockheed, велика частина деталей якого була виготовлена методом швидкісного тривимірного друку.
- При зубному протезуванні та вирощування повноцінних органів. Прикладом є розробки Університету Міссурі, які дозволяють наносити на спеціальний біо-гель згустки клітин заданого типу.
- Для виготовлення ракетних двигунів[1] та космічних ракет. Прикладом є розробки американської компанії Rocket Lab[2][3].
- Для виготовлення моделей і форм для ливарного виробництва.

### Військова логістика
- Під час військових навчань НАТО Trident Juncture 18 було проведено оперативний експеримент з використання аддитивних технологій для виготовлення запчастин у польових умовах та їх трансферу у підрозділи за допомогою БПЛА.[4]
- У зв'язку з жорстким графіком виробництва, ремонту та обслуговування атомних підводних човнів у ВМС США, виготовлені за цією технологією деталі вже почали встановлювати на підводні човни.[5]

### Біомедицина
Адитивні технології змінили сферу біомедицини, здійснивши революцію в розробці та виробництві медичних пристроїв, протезів і навіть біологічних тканин. Ця технологія забезпечує високий ступінь налаштування та точності, що робить її ідеальним інструментом у галузі медицини.

#### Протезування та імплантація
Тривимірний друк широко використовується при створенні протезів і ортопедичних імплантатів. Традиційні методи виготовлення протезів часто вимагають трудомістких процесів і не завжди можуть забезпечити точне припасування для людини. Адитивні технології долають ці проблеми за допомогою цифрових моделей, які можна налаштувати відповідно до унікальної анатомії пацієнта. В результаті протезування та імплантація стає більш комфортною, функціональною та естетичною. Наприклад, галузь зубного протезування значно просунулась завдяки тривимірному друку, що дає змогу швидко створювати коронки, мости та зубні імплантати, адаптовані до індивідуальних потреб пацієнтів.
У сфері ортопедичних імплантатів тривимірний друк полегшує створення пористих структур, які імітують власну кісткову структуру пацієнта, сприяючи кращій інтеграції з тілом і покращуючим клінічним результатам.

#### Біодрук
Перспективним застосуванням адитивних технологій в сфері біомедицині та біомедичній інженерії є біодрук — пошарове осадження біоматеріалу та клітин для створення, наприклад, тканинних структур та друк органів.
У цьому процесі використовуються біочорнила, які є суспензіями клітин у біосумісному матеріалі. Контролюючи осадження цих біочорнил, дослідники можуть створювати складні тканини та, зрештою, прагнути виготовити функціональні органи.
Тканини з біопринтом спочатку використовуються для тестування ліків і моделювання захворювань, забезпечуючи більш точну та етичну альтернативу тестуванню на тваринах. Дивлячись у майбутнє, кінцевою метою біодруку є створення функціональних органів для трансплантації, що могло б вирішити глобальну нестачу донорів органів і врятувати незліченну кількість життів.
У 2023 році в журналі Biofabrication була опублікована стаття, в якій описується, що дослідники розробили недорогий модульний ручний біопринтер, здатний наносити різноманітні біочорнила з точним контролем їхніх фізичних і хімічних властивостей, пропонуючи універсальне рішення для відновлення тканин. Біопринтер може створювати багатокомпонентні волокна з різними формами та композиціями, доставляти ліки контрольованим чином, виробляти біосенсори та переносну електроніку, а також генерувати клітинні волокна з високою життєздатністю клітин, навіть демонструючи потенціал у моделюванні інвазії ракових клітин у сусідні тканини.

#### Хірургічне планування
Ствоені тривимірним друком моделі органів або патологічних структур також використовувалися для передопераційного планування та інтраопераційного контролю. Ці моделі забезпечують тактильну та візуальну допомогу, яка може допомогти хірургам зрозуміти складні анатомічні структури, спланувати хірургічні підходи та передбачити можливі ускладнення. Це призводить до більш безпечних і ефективних операцій.

#### Персоналізована медицина
Окрім фізичної сфери протезування та біодруку, адитивні технології також сприяють розвитку персоналізованої медицини. За допомогою таких технологій, як стоврені тривимірним друком таблетки, дозування, швидкість вивільнення та форму ліків можна пристосувати до конкретних потреб пацієнта, оптимізуючи доставку ліків і дотримання пацієнтом режиму.

## Способи та принципи друку
Тривимірний друк може здійснюватися різними способами і з використанням різних матеріалів, але в основі будь-якого з них лежить принцип пошарового створення (вирощування) твердого об'єкта.
Застосовуються дві принципові технології:
- Лазерна:
  - Лазерний друк — ультрафіолетовий лазер поступово, піксель за пікселем, засвічує рідкий фотополімер, або фотополімер засвічується ультрафіолетовою лампою через фотошаблон, мінливий з новим шаром. При цьому він твердне і перетворюється на досить міцний пластик.
  - Лазерне спікання — при цьому лазер випалює в порошку з легкосплавного пластику, шар за шаром, контур майбутньої деталі. Після цього зайвий порошок струшується з готової деталі.
  - Ламінування — деталь створюється з великої кількості шарів робочого матеріалу, які поступово накладаються один на одного і склеюються, при цьому лазер вирізає в кожному контур перерізу майбутньої деталі.
- Струменева:
  - Застигання матеріалу при охолодженні — роздавальна голівка видавлює на охолоджувану платформу-основу краплі розігрітого термопластика. Краплі швидко застигають і злипаються один з одним, формуючи шари майбутнього об'єкта.
  - Полімеризація фотополіменого пластику під дією ультрафіолетової лампи — спосіб схожий на попередній, але пластик твердне під дією ультрафіолету.
  - Склеювання або спікання порошкоподібного матеріалу — те ж саме що і лазерне спікання, лише порошок склеюється клеєм, що надходить із спеціальної струменевої голівки. При цьому можна відтворити забарвлення деталі, використовуючи сполучні речовини різних кольорів.

## Програми для створення тривимірних моделей
Для створення тривимірної моделі використовуються САПР або CAD-системи, що дають можливість створювати тривимірні моделі. Після процесу створення 3д моделі її зберігають в спеціальному форматі наприклад STL. Для підготовки моделі в форматі STL до друку використовують програми слайсери. Окремі САПР в своєму функціоналі мають слайсери. Слайсери в своєму функціоналі мають можливість поділу моделі на шари а також створення підтримок чи інших допоміжних деталей які після друку будуть відділені від основної деталі. Окрім створення додаткових елементів слайсер дає змогу налаштувати режим друку: температуру сопла, температуру стола, швидкість друку та інші.

## Технології швидкого прототипування

### Multi Jet Fusion
Multi Jet Fusion — MJF. Пошаровий струменевий друк з вулканізацією порошку термопластика. Запатеновна технологія від HP.
На момент 2021 року MJF дозволяє друкувати деталі з матеріалів: поліаміди PA11, PA12, склонаповнений поліамід PA 12 GB, гумоподібні Estane 3D TPU-M95A, TPU 88A — BASF ULTRASINT 3D.
Переваги технології: висока продуктивність (до 1 кг на годину), максимальна ізотропність виробів, відсутність підтримуючих структур.

### Стереолітографія
Stereolithography — SL. Під дією керованого комп'ютером ультрафіолетового випромінювання відбувається затвердіння шару завтовшки в декілька сотих міліметра, при цьому платформа з майбутньою деталлю опускається вниз і знову покривається рідиною. Далі все повторюється й в результаті ультрафіолетовий промінь «малює» об'ємну фігуру.

Переваги технології: відносно точний процес, хороша деталізація деталей, гладка поверхня вихідної деталі. Недоліки: обмежений набір матеріалів, які фізично можуть використатися в процесі та неможливість створення кольорових моделей. Вартість установок розпочинається від 200 доларів США.

### Селективне лазерне спікання
Selective Laser Sintering — SLS. Використовується такими компаніями, як, наприклад, DTM корпорації і EOS. Суть технології полягає в пошаровому спіканні лазерним променем порошкового матеріалу. У робочій камері він попередньо підігрівається, трохи не доходячи до температури плавлення. Після розрівнювання порошку по поверхні зони обробки, лазером (як правило це вуглекислотний лазер) спікається потрібний контур, далі насипається новий шар, розрівнюється, і процес повторюється. Готова модель витягується з камери, а надлишки порошку видаляються.
Переваги технології: широкий спектру недорогих і нетоксичних матеріалів (порошкові полімери, ливарний віск, нейлон, кераміка, металеві порошки), низькі деформації та напруги, можливість одночасно робити відразу кілька моделей в одній камері. Недоліки: менш точний процес, груба вихідна поверхня, неможливо створювати кольорові моделі.
Цей вид друку підходить для роботи з такими матеріалами, як:
- метал
- полімер
- глауконітовий пісок[31]

Вартість таких установок становить близько 400 тис. доларів США. Але вони наразі представлені і в Україні.

### Моделювання плавленням
Fused Deposition Modeling — FDM. Основною частиною принтера, що з'явився на ринку в 1991 р., є екструдована голівка. У ній матеріал (ливарний віск або пластик, що надходять з котушок) нагрівається до температури плавлення і подається в зону друку. Головка переміщається по двох координатах, синтезуючи певний шар моделі. Потім платформа опускається, створюється новий шар і т. д.
Переваги технології: легкість перебудови з одного нетоксичного матеріалу на іншій, низькі витрати і досить висока продуктивність, малі температури переробки, а також мінімальне втручання оператора у функціонування обладнання, можливість створення кольорових моделей, відносно точний процес. Недоліки: між шарами утворюються шви; головка екструдера повинна постійно рухатися, інакше матеріал застигне і засмітить її; можливе розшарування у разі температурних коливань протягом циклу обробки; груба вихідна поверхня.
Орієнтовна вартість FDM-принтера розпочинається від 500  доларів США, в окремих випадках власники принтерів можуть виготовити їх що знизить їх вартість до 200 доларів США.
Друк FDM підходить для наступних видів пластику:
- ABS-пластик (похідна нафти, термопластична смола);
- PLA-пластик (полілактид (полімолочна кислота, PLA), виробляється із зерна);
- HIPS-пластик (удароміцний полістирол);
- PC-пластик (матеріал наповнений вуглецевим волокном, твердий полімер, здатний пропускати світло);
- Laywoo-D3 (полімер);
- Laybrick (імітує текстуру пісчанику);
- PVA: PVAc и PVAl (добре поглинають вологу, можуть розчинятися у воді, використовуються для покращення друку основним пластиком);
- нейлон (легкий та гнучкий пластик).[31]

Етапи друку із застосуванням технології FDM:
1. Моделювання виробу, додавання необхідних текстур.
2. Друк плавленим пластиком шляхом екструкції (видавлювання).
3. Постобробка: за допомогою ацетону поверхня виробу робиться гладкою також відділення зайвих елементів таких як підтримки чи кайма.[33]

### Пошарове формування об'ємних моделей з листового матеріалу
Laminated Object Manufacturing — LOM. LOM-технологія була винайдена Михайлом Фейгеном у 1985 р., а сьогодні на її основі виробляють промислові установки такі фірми, як Helisys, Paradigm і Sparx AB. Листовий матеріал (папір, пластик, кераміка, композити або поліестер) розкроюється за заданому контуру за допомогою лазера (можна одночасно розкроювати більше одного аркуша, проте точність при цьому зменшується), а потім нагрівається валик, який здійснює склеювання шарів. При помилці в процесі синтезу об'ємного виробу частину шарів можна видалити.
Переваги технології: LOM-установки, орієнтовна вартість яких коливається в межах 90-250 тис. доларів США, дозволяють застосовувати широкий діапазон недорогих листових матеріалів і синтезувати моделі з мінімальними деформаціями завдяки відсутності фізико-хімічних перетворень. Недоліки: через те, що лазер не завжди повністю прорізає лист, ускладнюється видалення відходів і навіть не виключено пошкодження деталей, а властивості матеріалу можуть змінюватися. Жорстку поверхню виробу важко обробляти через можливість розшарування, а в робочому приміщенні необхідна вентиляція.

### Струменева полімеризація
Polyjet and Ployjet Matrix. Процес друку полягає в наступному. На площину побудови згідно з програмним алгоритмом наноситься рідкий фотополімер блоком друкуючих головок. Блок складається з 8 головок — це 768 сопел малого діаметра, що здатні продукувати близько 16 млн. крапель на хвилину. На друкуючій голівці розміщені дві ультрафіолетові (УФ) лампи, які замінюють лазер в SLA-установках. Після нанесення фотополімер полімеризується під дію УФ світла. Цим завершується побудова одного шару. Далі площину побудови зміщують на дуже малий рівень і головки створюють наступний шар.
У наш час[коли?] існують дві платформи обладнання: Іден (англ. Eden) та Коннекс (англ. Connex). Іден підтримує технологію побудови моделей PolyJet, Коннекс — технологію PolyJet Matrix.
Переваги технології: мала товщина шару в 16 мікрон задовольняє навіть ювелірів, які мають підвищені вимоги до деталізації моделей. Як наслідок малої товщини — криволінійність поверхонь. Гладкість висока, роздільна здатність друку 600 х 600 крапок на дюйм. Точність виготовлення моделей до 0,1 мм. Можливість виготовляти вертикальні перегородки з товщиною до 0,4 мм. Хоча виробником заявляються 0,6 мм. Дуже висока швидкість виготовлення моделей. Недоліки: менш міцний матеріал.

## Топ компанії і їхні технології
- 3D Systems — Stereolithography and Selective Laser Sinteriing
- HP — Multi Jet Fusion
- Objet Geometries — Polyjet & Ployjet matrix
- Stratasys — Fused Deposition Modeling

## Самовідтворення

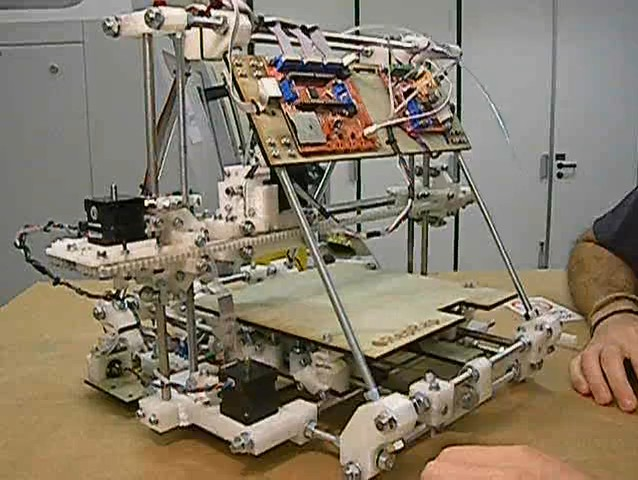
RepRap Mendel 2.0

До недавнього часу були науковою фантастикою тривимірні принтери, які можуть відтворювати деталі власної конструкції, тобто реплікувати самі себе. Нинні це цілком здійсненно, і розробка такої машини ведеться проектом RepRap, причому інформація про її конструкції поширюється за умовами ліцензії GNU General Public License.
Проект першого в історії недорогого тривимірного принтера-RepRap, що реплікується (тобто здатний відтворити принаймні частину самого себе), активно реалізується в наші дні[коли?] англійськими конструкторами університету Бата. «Найголовніша особливість RepRap полягає в тому, що з самого початку він був задуманий як система, що реплікується: принтер, який сам себе роздруковує» (Адріан Бовер, один із співробітників проекту RepRap).
Станом на 2020 рік багато ентузіастів створюють тривимірні принтери власноруч. Доступність інформації цієї тематики в інтернеті висока. Окрім самої інформації виробники пропонують велику кількість наборів деталей для створення принтерів.

## Цікаві факти
- Влітку 2018 року вперше родина з 5 чоловік поселилася в будинку, створеному методом тривимірного друку[34]. Стіни будинку, площа якого 95 м², були надруковані за 54 години. Кінцева вартість спорудження (£176,000) виявилась на 20 % нижчою, ніж могла бути за використання традиційних технологій.

## Додаткова література

### Журнали
- Annals of 3D Printed Medicine